# Tally Juca
El Tally Juca es un equipo extinto del fútbol Guatemalteco que jugó durante 3 torneos en la Liga Mayor del fútbol Guatemalteco y era representante del departamento de Izabal, el equipo fue perteneciente a la empresa automotriz "Tally Renta Autos".

## Historia
Algunos de los jugadores que pasaron por este equipo son los ex-seleccionados nacionales: Freddy García, Hilton Moreira y los hermanos Gustavo Cabrera y Edy Cabrera, el ex-seleccionado hondureño José Alberto "Chepo" Fernández y el defensa costarricense Freddy Munguío, además del deportista Isaac Leiva durante su infancia perteneció a las categorías inferiores de este equipo.
En el año anterior al inicio de los Torneos Cortos (1998) Universidad de San Carlos regresa a la Liga Mayor luego de 20 años de permanecer en ligas inferiores (Liga B y Liga C), esto se daba gracias a que el equipo Universitario compraba la ficha del extinto equipo Tally Juca.
Uno de los entrenadores recordados de este equipo fue: Bobby Tally
El nombre del equipo es derivado del patrocinio de la empresa Tally Renta Autos quien patrocina al equipo JUCA, que significa "Juguemos Unidos Contentos con Alegría"

## Palmarés
- Primera División de Guatemala: 1

1971